# Augustiniánský klášter v Prostějově
Zaniklý klášter augustiniánů kanovníků v Prostějově (zasvěcen Navštívení Panny Marie u Alžběty v horách) byl založen roku 1391 a zničen během husitských válek.

## Dějiny
Augustiniánský klášter v Prostějově založil Petr I. z Kravař listinou datovanou dne 1. listopadu 1391. Záměrem bylo pozvednutí kulturní úrovně města. Při založení měla kanonie 13 členů včetně probošta. Řeholníkům byla svěřena škola a městská fara s kostely sv. Petra (dnes sv. Petra a Pavla) a sv. Kříže. Druhý zmiňovaný kostel byl zničen za válek moravských markrabat na přelomu 14. a 15. století. 
Gotický klášter a kostel zasvěcený Navštívení Panny Marie u Alžběty v horách byl vystavěn v oblasti bývalé tvrze. Stavba byla z kamene a měla sloužit jako úkryt prostějovským měšťanům v čase nebezpečí. Některé části se dochovaly do dnes a lze je považovat za jedny z nejstarších v okrese. V 30. letech 15. století připadlo plumlovské panství Petrovi Strážnickému z Kravař, který se hlásil k husitství, ale zároveň uznával českého krále Zikmunda Lucemburského. Po tom, co se účastnil bojů proti olomouckému biskupovi Janu Železnému, zavládla v Prostějově protikatolická atmosféra. Za této vyhrocené situace odešli augustiniáni spolu s dalšími katolickými obyvateli do nedaleké Olomouce. U Petra Strážnického si uschovali majetek v hodnotě 600 hřiven. Klášter a kostel podlehl husitům. Zachovalo se jen obvodní zdivo a několik zřícenin, na kterých vyrostly další stavby. Po husitských válkách se Prostějov hlásil k utrakvismu, v klášterní kapli (dnešní presbytář kostela Povýšení sv. Kříže) se sloužily utrakvistické mše. De jure zůstával klášter augustiniánskému řádu, na jeho opravu ovšem scházely prostředky a souhlas pánů z Kravař. Poslední administrátor prostějovského kláštera Jan II. přenechal veškerý majetek pánům z Pernštejna. Po tomto převodu majetku nechali Pernštejnové klášter utrakvistům, kteří místo po napomenutí přestavovali 66 let. Zachován zůstal gotický vzhled, loď byla obohacena o fresky a interiér zdobil gotický hlavní oltář a dva boční oltáře. Později přestavili i kapitulní síň na kapli, která je dnes zasvěcena Nejsvětější Trojici a slouží ke katolickým bohoslužbám. Kostel vlastnili utrakvisté do roku 1622, kdy ho Karel z Lichtenštejna vrátil katolické církvi.

## Zásady kláštera
Augustiniáni kanovníci, stejně jako augustiniáni poustevníci, přejali ve 14. století snahu o nápravu církve. Avignonské papežství tehdy znamenalo prudký vzestup světské moci, bohatství a kulturní úrovně církve, na druhé straně však prohloubilo morální krizi. Jedním z nápravných směrů bylo devotio moderna jehož českým propagátorem se stal pražský biskup Jan z Dražic, zakladatel kláštera augustiniánů kanovníků v Roudnici nad Labem. Tento klášter se stal vzorem pro ostatní augustiniánské kláštery v českých zemích. K zásadám devotio moderna patřilo to, aby klášterní majetek byl vhodně využíván k vzdělávání, šíření kultury a charitativní činnosti.

## Pečeť
P. František Koželuha objevil v třeboňském archivu původní podobu pečeti prostějovského augustiniánského kláštera. Uprostřed ní je Panna Marie a sv. Alžběta, erby pánů z Kravař a ve výklenku zobrazena klečící postava zakladatele Petra I. z Kravař.

## Zakládací listina
Zakládací listinu vystavil Petr I. z Kravař na svém hradě v Plumlově 1. listopadu 1391. Jiné záznamy o hospodaření kláštera v následujících letech se nedochovaly a požadovaný zápis v olomouckých zemských deskách chybí, stejně jako záznam o obsazení uvolněných míst pod hrozbou exkomunikace. Zakládací listina je tedy jediným pramenem z prvních let jeho existence. Osoby vystupující v listině jako vydavatelé nesdílely vzájemně své postoje, což značí, že v době založení mezi nimi neprobíhaly boje. Objevují se zde jména dvou sympatizantů husitství: Lacka z Kravař a Petra Strážnického z Kravař. Jejich zájem o devotio moderna svědčí o jejich reformním smýšlení, které později projevili příklonem k utrakvismu.

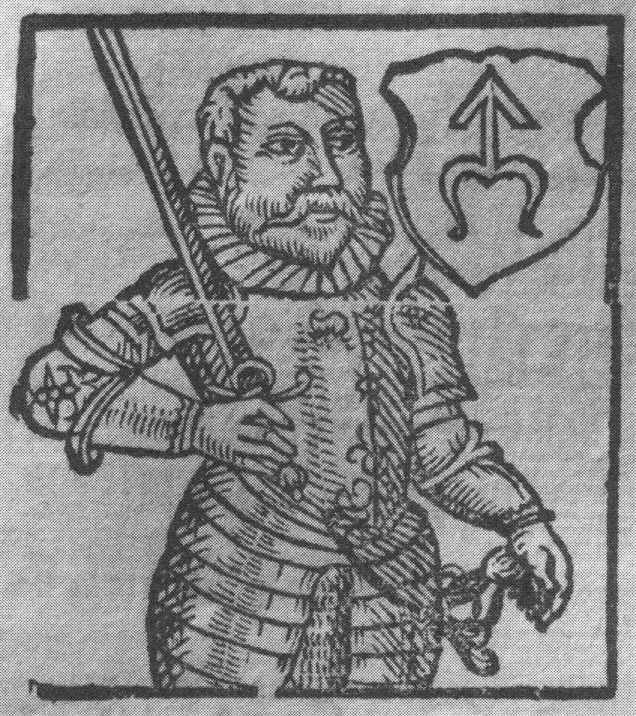
Petr I. z Kravař, zakladatel kláštera

Vydavatel oznamuje, že pro spásu duše své, své zemřelé první ženy Kateřiny ze Šternberka, svého otce Beneše z Kravař, Jindřicha z Kravař a Plumlova, křižovníka Jana a Jana z Kravař na Jičíně, svých strýců, jejichž skutky drží, se souhlasem svého syna Petra, olomouckého biskupa Mikuláše z Riesenburgu a olomoucké kapituly zakládá ke cti nového svátku Navštívení Panny Marie klášter augustiniánů kanovníků v Prostějově pro probošta a 12 bratří. Dává jim na obživu dvůr Kopec před Prostějovem s tvrzí a příkopem, zvaným Haltéř, vsi Krasice, Myslejovice s alodním dvorem, mlýnem, rybníkem a lesy, v Kníničkách 1 lán poplatný se 2 menšími usedlostmi a rybníkem, víno z vinic na Kosíři, patřících městečku Kostelec, včetně desátků, les Kuteřava mezi horami Smilovo hradiště a Oberská vrata na opravy kláštera, ne však na prodej dřeva. Právo ochrany kláštera ponechává sobě a svému synu Petrovi, po jeho smrti pak svému synovci Petrovi z Kravař na Strážnici, kdyby i jeho dědici vymřeli, nejstaršímu z rodu pánů z Kravař nebo tomu, koho z nich si klášter zvolí do 2 měsíců. Královskou berni ze statků kláštera si ponechávají fundátoři. Darované statky se mají dát klášteru zapsat do zemských desek. Zato bude klášter denně sloužit mariánskou mši, po smrti zakladatele a jeho nynější ženy Kateřiny z Meissau ve výroční den jejich smrti zpívanou zádušní mši s 3 vigiliemi a jinou zpívanou mši s 9 vigiliemi. Za zemřelého klášterního bratra bude do čtvrt roku dodán jiný pod trestem klatby. Jinak mají bratři žít dle vzoru kláštera v Roudnici. Na svých statcích má klášter plnou moc jako vrchnost.
Vydavatel, jeho syn, Petr z Kravař a Strážnice, Beneš z Kravař a Moravského Krumlova, Petr ze Šternberka a Lacek z Kravař na Helfštejně slibují všechna tato ustanovení dodržet a co nejdříve je dát zapsat do zemských desek olomouckých. Jako svědci vystupují Hynek z Lipé, Ctibor z Cimburka, Jaroslav z Meziříčí a Jošt z Letovic a Ronova.
Dodatečně bylo na listinu připsáno, že Petr z Kravař dá klášteru ještě plat 8 hřiven groš v Rakúsách se vším příslušenstvím.

## Seznam proboštů
- - 1405 Jan I.
  - 1406 Jakub
  - 1430 Marek
  - 1437 Sigmund
  - 1459 Adam
  - 1481 Václav (Venceslaus de Cracovia)
  - 1489 Jakub Wyznar de longa villa, zvaný Jakub II.
  - 1494 Jan Šťávka
  - 1507 Jan II., administrátor